# 赤城徳彦
赤城 徳彦（あかぎ のりひこ、1959年〈昭和34年〉4月18日 - ）は、日本の政治家、元農林水産省職員。
農林水産大臣（第42代）、衆議院議員（6期、自由民主党）を歴任。

## 経歴

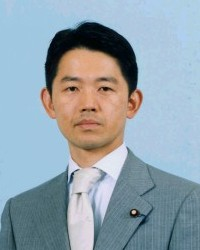
防衛庁副長官時

茨城県真壁郡明野町（のちの筑西市）出身。東京学芸大学教育学部附属高等学校、東京大学法学部法律学科卒業。1983年農林水産省へ入省。林野庁林政部、大臣官房企画官等を経て退官。祖父赤城宗徳の引退後、その地盤を受け継ぎ、1990年2月の総選挙で旧茨城3区から「フレッシュ30」を掲げて立候補し初当選、以来6回連続当選。自由民主党では番町政策研究所（旧名称：新政策研究会、通称：河本派-高村派）に所属した。
1993年6月18日の宮沢内閣不信任決議の採決を欠席し、同決議は可決される。しかしその後の総選挙で赤城は自民党公認を維持し、当選している。
1994年6月29日に行われた内閣総理大臣指名選挙では、自民党は新党さきがけと共に日本社会党委員長の村山富市を支持したが、赤城や山本有二、野田聖子は党議拘束に反し、新生党代表幹事の小沢一郎に担がれた派閥の先輩でもある海部俊樹を支持。海部は翌日離党し自由改革連合代表-新進党初代党首となるが、赤城は野田らと共に自民党に残留した。政府では総務政務次官、防衛庁副長官、自民党では国防部会長、農林部会長、副幹事長などを歴任。

### 第1次安倍内閣で入閣
2007年6月1日、数々の疑惑の中で自殺した松岡利勝の後任として農林水産大臣に就任。しかし後述のような不祥事に見舞われ、同年8月1日、赤城は自身の不祥事が参院選に影響を与えた責任を取る形で安倍に辞表を提出し、農林水産大臣を就任から2ヶ月で辞任した。辞任か更迭かどちらなのかと騒がれたが、赤城も安倍も塩崎官房長官も当日中の会見で「首相が赤城を官邸に呼び出し、その場で辞表を書かせた」という趣旨のことを述べているため、事実上の更迭とみられる。なお、第1次安倍内閣で交代した閣僚としては4人目に当たる。

### 閣僚辞任後
辞任前後は地元の関係者などを訪ね、不祥事の件について謝罪していたようで、保守王国の茨城県選挙区で民主党の藤田幸久に大差をつけられた自民党の長谷川大紋には、投開票日のうちに秘書の携帯電話を使って「すみません」と謝罪、また辞任後には茨城県議会議員・山口武平の元にも謝罪に訪れ「次の選挙（衆院選）は甘くはないぞ」と言葉をかけられたようである。

### 落選
第45回衆議院議員総選挙では、支持者から贈られた絆創膏を貼って挑んだが、三度目の対決となった福島伸享に6万票近くの大差をつけられ小選挙区で落選、惜敗率が低かったため比例北関東ブロックでの比例復活もならず、議席を失った。2009年11月、自民党から茨城1区の公認候補となる小選挙区支部長の内定を受けていたが、12月9日、これを返上することを表明、事実上、次期衆院選茨城1区からの出馬を辞退する考えを示した。

## 政策

### 農林水産
独立行政法人の統廃合
2007年6月1日、赤城は農林水産大臣に就任すると、直後の就任会見において緑資源機構の廃止を提唱した。赤城は緑資源を「廃止する方向で検討するよう事務方に指示した」と述べた（NIKKEI.NET6月2日記事より）。これを受け農水省第三者委員会は7月26日会合を開き2007年度末で緑資源機構の廃止方針を了承した（読売新聞7月26日記事より）。

### 選択的夫婦別姓制度
選択的夫婦別姓制度導入に反対。

## 政治資金問題

### 収支報告書未記載
2007年6月6日の衆議院農林水産委員会において、具体的な金額を問われたのに対し、「法律に基づいて適切に処理している」として回答を拒否したため、野党が反発し審議が1時間近く中断した。その審議中に、衆議院議員高山智司（民主党）により、赤城の資金管理団体「徳友会」が、林道の公共事業などを請け負う業者らで作る社団法人日本林業土木連合協会の政治団体林土連懇話会から2003年と2005年に合計40万円の寄付を受けていたにもかかわらず、政治資金収支報告書に記載していなかったことが指摘された。赤城はこれを受けて、この献金を返還した。

### 規正法違反
2007年6月12日の参議院農林水産委員会で、赤城が国の補助金を交付されている社団法人中央酪農会議から10万円、全国農業協同組合連合会から2度に渡り10万円の献金を受けていたことを参議院議員紙智子（日本共産党）によって指摘された。政治資金規正法では、国から補助を受けた法人からは1年間、政治活動への寄付が禁止されており、政治資金規正法違反となった。赤城は、この献金は有志からの個人献金だと主張して、政治資金収支報告書を訂正した上、献金を返還した。

### 郵便料金の二重計上
赤城が支部長を務める「自由民主党茨城県第一選挙区支部」と、政治団体「赤城徳彦後援会」とが、2003年の政治資金収支報告書に同一の領収書の写しをそれぞれに添付し、20万円の郵便料金を二重計上していたことが発覚した。
朝日新聞社の情報公開請求に対し茨城県が公開した資料で明るみに出た。朝日新聞の追及に対し、赤城の事務所は二重計上の事実を認め、2007年7月26日に後援会側の政治資金収支報告書を訂正した。なお、二重計上が発生した理由については「事務処理上のミスで意図的ではない」と説明している。
自由民主党茨城県第一選挙区支部は、「組織活動費（行事費）」の「案内状発送費」として、2003年9月11日に水戸中央郵便局に13万円強、水戸駅前郵便局に6万円強を支払ったと記録した上で、両局発行の領収書の写し2枚を添付している。それに対し、赤城徳彦後援会は、「機関紙誌の発行事業費（機関紙の発行費）」の「荷造発送費」として、同じく9月11日に同額を水戸市役所前郵便局にのみ支出したと記載した上で、領収書の写し2枚を添付している。しかし、この領収書は、発行時刻、郵便物の差出数、釣銭額、領収書の「発行No」等が完全に一致しており、二重計上の疑いが強いとされている。赤城事務所では「03年9月11日付の郵便料金は、支部の経費だった」と説明しており、赤城徳彦後援会の政治資金報告書が誤りであることを認めた。なお、収支報告書に添付された領収書のコピーは、自由民主党茨城県第一選挙区支部側は「発行No」、「担当者No」が含まれるのに対し赤城徳彦後援会側は当該部分が含まれておらず、コピーの倍率も異なるため、「二重計上が露見することを隠すための作為」の可能性が指摘されている。

### 経費の付け替え
赤城が支部長を務める「自由民主党茨城県第一選挙区支部」と、「赤城徳彦後援会」との間で、経費の付け替えが行われた疑いが発覚している。
2003年の収支報告書において、赤城徳彦後援会は政治活動費として毎月「機関紙誌の荷造発送費」を計上し、一年間で約217万円が計上された。しかし、赤城徳彦後援会の元幹部は「（後援会の）機関紙のようなものは見たことがない」と証言し、地元から「機関紙など来たためしがないし、そもそも機関紙を発行しているなど聞いたことがない。周りから『機関紙くらい出せ』とずいぶん言われていたが、結局出していないようだ」と指摘されている。さらに、赤城徳彦後援会は、2003年には機関紙誌を発行するための印刷費を計上しておらず、2004年には機関紙誌の発行事業費自体が計上されなくなっている。神戸学院大学法科大学院教授上脇博之は、「自民党第一支部の代わりに、自民党機関紙である『自由民主』などを発送していたのでは」と指摘している。なお、2007年7月10日、赤城自身は「（事務所費で）架空とか付け替えもありませんし、公私混同するようなそういうこともしておりません」と断言している。

## 不祥事

### 事務所費
家賃や光熱水費の掛からない議員会館に主たる事務所を置く赤城の資金管理団体「徳友会」が計上した事務所費が、少額の時は19万円程度、多額の時はおよそ1000万円となるなど、大きく変動していることが明らかになった。「備品・消耗品費」がゼロとなっている年があることも明らかになったが、事務所は休眠状態ではなく、政治資金パーティーなども開かれていた。本来は大きく変動するものではないという声もあるが、赤城の事務所は、「年によって活動の濃淡がある」と主張している。

### 父の自宅を届け出
赤城の政治団体「赤城徳彦後援会」が、事務所としての実態がない赤城の父親の自宅（茨城県筑西市赤浜）を、主たる事務所として届け出た上、2005年までの10年間に、およそ9045万円（75.4万円/月）の経常経費を計上していたことが明らかになった。茨城県選挙管理委員会に提出された政治資金収支報告書によると、家賃などに当たる事務所費だけでも10年間でおよそ1631万円（13.6万円/月）、この他にも（いずれも10年間で）人件費およそ5353万円（44.6万円/月）、光熱水費およそ794万円（6.6万円/月）、備品消耗費およそ1266万円（10.6万円/月）を計上していた。
2007年6月30日、赤城の母は『週刊現代』の取材に対し、筑西市の自宅について「事務所として使ったことはまったくありません」と明言し、「赤城徳彦後援会」に対する光熱費や家賃の請求は「したことはありません」と語っている。上記の発言のように、ここに住む赤城の父親・母親は当初、祖父の赤城宗徳の現役時代には使用していたが、現在は事務所としての実態がまったくないことを認めている上、後援会の代表者である前茨城県議会議員青木来三郎（自由民主党）に至っては、今は使われていないし自分が代表者になっていることさえ知らなかったなどと話している。2007年7月11日、赤城宗徳の元秘書で茨城県議会議員を務める磯崎久喜雄（自由民主党）は「実家には事務所として実体はありませんでした。彼は『活動の拠点だった』という説明をしたことを深く反省し、潔く謝罪すべき」と指摘している。

#### 安倍総理による擁護
2007年7月7日、内閣総理大臣の安倍晋三は、野党から赤城の辞任要求が出ていることに対し、赤城の行為に法的問題は無いとの認識を示し、前年末に行政改革担当相を辞任した佐田玄一郎のケースとは違うと主張した。

#### 批判
事務所費の架空計上であった場合、10年間に渡り政治団体の架空の事務所費を計上し、辞任した前内閣府特命担当大臣（規制改革担当）佐田玄一郎と同じケースであり、後援会関係者は実家での事務所としての稼働はないと認めているため、第21回参院選を直前に控えた野党は、各地の街頭演説などで一斉に批判した。
民主党幹事長の鳩山由紀夫は「自ら職を辞していただきたい」と述べ、日本共産党書記局長の市田忠義は「佐田玄一郎前行政改革担当大臣と全く同質の問題」、「松岡さんの後（後任）にこのような人を出してくる安倍総理はひどい」などと述べた。

#### 後援会事務所費など一覧表（2005-1996）
赤城徳彦後援会事務所費など一覧表（2005-1996）
|      | 人件費     | 光熱水費  | 備品消耗品費 | 事務所費   | 計         |
| ---- | ---------- | --------- | ------------ | ---------- | ---------- |
| 2005 | 635,212    | 9,660     | 1,727,812    | 403,447    | 2,776,131  |
| 2004 | 509,645    | 119,500   | 104,839      | 1,282,440  | 2,016,424  |
| 2003 | 1,082,000  | 926,819   | 1,896,826    | 3,574,054  | 7,479,699  |
| 2002 | 1,002,000  | 962,106   | 2,980,728    | 2,502,066  | 7,446,900  |
| 2001 | 9,085,631  | 1,098,192 | 699,217      | 768,039    | 11,651,079 |
| 2000 | 9,423,914  | 962,816   | 1,716,806    | 1,087,267  | 13,190,803 |
| 1999 | 13,536,865 | 1,316,899 | 1,682,916    | 2,616,814  | 19,153,417 |
| 1998 | 8,592,572  | 1,298,217 | 692,196      | 1,682,888  | 12,265,774 |
| 1997 | 6,866,545  | 889,876   | 966,881      | 1,200,000  | 9,923,302  |
| 1996 | 2,800,000  | 362,818   | 192,111      | 1,200,000  | 4,554,929  |
| 計   | 53,534,284 | 7,946,827 | 12,660,332   | 16,317,015 | 90,458,458 |

（単位は円）

### 妻の自宅を届け出
赤城の政治団体「徳政会」が、1989年から赤城の妻の自宅（東京都世田谷区弦巻）を事務所として届け出、毎年100万円以上、赤城が初当選してからの17年間におよそ3341万円（16.4万/月）の経常経費を計上しているが、ここ10年は活動実態がなく、およそ1000万円が不透明な支出となっていることが明らかになった。

### 議員宿舎入居
議員宿舎の「入居基準」について、衆議院広報課は「二十三区内に住居を所有する議員は、議員宿舎に入居できないものとする。ただし、所有する住居に議員が入居できない特別の事情がある場合には、例外」と説明しており、東京23区内に住居を構えている国会議員の入居を原則禁止している。一例として、葛飾区に自宅を所有する内閣府副大臣（当時）の平沢勝栄も、都心から離れているが自宅が東京23区内に含まれるため、議員宿舎への入居が認められていない。
赤城は東京都世田谷区深沢にマンションを所有し、妻と居住している。しかし同時に、赤城は衆議院新赤坂議員宿舎にも入居している。赤城は「審査を経て入居しているので何ら問題ない」と主張している。

### 退去後の事務所費
毎日新聞の調査で、2004年に解散した赤城の政治団体「つくば政策研究会」が、1996年8月に退去した事務所（東京都港区新橋）に、その後も1997年-2003年の間、政治資金収支報告書に事務所が実在すると記載した上、事務所費など経常経費1215万円を計上していたことがわかった。
「つくば政策研究会」は、赤城の初当選の前年である1989年に設立され、2004年2月まで新橋の所在地で存続していた形となっていたが、実際には1996年8月で退去、移転し、その後はまったく関係のないテナントが入居していた。しかし、政治資金収支報告書では、退去後から2003年までの間も家賃を含む事務所費を年8万円-56万円、人件費を年37万円-346万円、光熱水費を8万円-39万円支出していた。毎日新聞の取材に対し赤城の事務所は、「会計責任者が異動届けを怠っていた。会計責任者を厳しく注意した」と付け替えや架空計上を否定したが、この場合でも、政治資金規正法は移転から7日以内の届け出を義務付けており、これに違反した形。また、2003年の段階で代表を務めていた茨城県の元町長は、「秘書に頼まれて代表になった。事務所がどこにあるかも知らなかった。解散は後から知らされた」と述べている。

## エピソード
安倍晋三と間違えられる
2007年6月6日から8日までドイツ・ハイリゲンダムで行われた第33回主要国首脳会議に関する報道で、地元新聞3紙が、主要国首脳会議に参加していた安倍晋三の写真と間違えて赤城の写真を掲載するミスがあった。6月7日までに14万部以上が配布された。
絆創膏を貼って記者会見
事務所費問題で注目が集まっていた中、公務のため離日していたが、その帰国直後2007年7月17日の定例閣議後の会見において、白く巨大なガーゼと絆創膏を額と頬に貼った状態で登場した。また、無精髭を生やしたままであったことから容貌の変化が目立っていた。これについて複数の記者から「どうなさったのか」と何度も質問されたが、その度に「大したことじゃない」「何でもない」という言葉を連発し、ガーゼや絆創膏を貼っている理由を頑なに説明しなかった。事務所費問題に続き、ここでもはぐらかし続けたため、報道各社による報道はより一層厳しいものとなった。
絆創膏を貼った赤城が「何でもありません」と回答するシーンは何度もテレビのニュース等で流され、当時の流行に因んで「バンソウコウ王子」とも揶揄された。7月24日には絆創膏を取った姿で現れ、医師に「毛包炎」（＝毛嚢炎）と診断されたと明かしたが、参議院選挙直前の時期であったため、この事件が選挙にも影響したと報道された。結局、赤城は参議院選挙後に事実上更迭されている。

## 人物像
座右の銘は「政治家は一本のろうそくたれ」。「政治家は自分の身を燃やし、身を削りながら世のすみずみまでを照らし出し、よりよき社会を造るべく働くものである」という意味である。首相官邸のプロフィールによれば、座右の銘は「真実一路」（松岡前農林水産大臣の信条である）となっており、「ろうそくたれ」は信条ということになっている。在任当時までの公式サイトのトップページには、ろうそくと赤城のコラージュに座右の銘が大きく掲げられていたが、このコラージュが一部マスコミに取り上げられたこともあったのか、後に公式サイトを大きくリニューアルしており、トップページには、農水大臣在任中の不祥事についての謝罪が掲載された他、活動内容を掲載したページでは、バンソウコウの件について地元有権者と談笑する写真つきの活動報告もあった。
趣味は自転車とスイミング。

## 家族 親族
- 祖父 赤城宗徳（政治家） - 赤城宗徳も安倍晋三の祖父岸信介政権の下で農林大臣（当時）、内閣官房長官、防衛庁長官（当時）を歴任しており、奇しくも祖父同士、孫同士で首相・国務大臣という組み合わせで国政に携わるという巡り合わせとなった。
- 大叔父 正武（元NHK専務理事）
- 父 毅彦
- 妻と一男一女あり[34]。

## 選挙歴
| 当落 | 選挙                   | 執行日         | 年齢 | 選挙区    | 政党       | 得票数     | 得票率 | 定数 | 得票順位 /候補者数 | 政党内比例順位 /政党当選者数 |
| ---- | ---------------------- | -------------- | ---- | --------- | ---------- | ---------- | ------ | ---- | ------------------ | ---------------------------- |
| 当   | 第39回衆議院議員総選挙 | 1990年02月18日 | 30   | 旧茨城3区 | 自由民主党 | 7万2843票  | 13.39% | 5    | 3/11               | /                            |
| 当   | 第40回衆議院議員総選挙 | 1993年07月18日 | 34   | 旧茨城3区 | 自由民主党 | 8万5552票  | 16.59% | 5    | 3/8                | /                            |
| 当   | 第41回衆議院議員総選挙 | 1996年10月20日 | 37   | 茨城1区   | 自由民主党 | 11万4796票 | 52.71% | 1    | 1/4                | /                            |
| 当   | 第42回衆議院議員総選挙 | 2000年06月25日 | 41   | 茨城1区   | 自由民主党 | 13万2229票 | 58.98% | 1    | 1/5                | /                            |
| 当   | 第43回衆議院議員総選挙 | 2003年11月09日 | 44   | 茨城1区   | 自由民主党 | 12万8349票 | 58.71% | 1    | 1/3                | /                            |
| 当   | 第44回衆議院議員総選挙 | 2005年09月11日 | 46   | 茨城1区   | 自由民主党 | 14万4499票 | 58.27% | 1    | 1/3                | /                            |
| 落   | 第45回衆議院議員総選挙 | 2009年08月30日 | 50   | 茨城1区   | 自由民主党 | 9万2528票  | 34.95% | 1    | 2/4                | /                            |

## 系譜
- 赤城家

赤城家は江戸時代、名主を務めた家柄である。
```
　　　　　　　　　　　　　　　中曽根康弘
　　　　　　　　　　　　　　　　　　┃
　　　　　　　　　　　　　　　　　　┣━━━┳美智子
　　　　　　　　　　　　　　　　　　┃　　　┃
　　　　　　　　　小林儀一郎━━━蔦子　　　┃
　　　　　　　　　　　　　　　　　　　　　　┗美恵子
　　　　　　　　　　　　　　　　　┏渥美昭夫　　┃
　　　　　　　　　　　　　　　　　┃　　　　　　┃
　　　　　　　　　　渥美育郎━━━╋渥美謙二　　┃
　　　　　　　　　　　　　　　　　┃　　　　　　┃
　　　　　　　　　　　　　　　　　┗渥美健夫　　┃
　　　　　　　　　　　　　　　　　　　┃　　┏渥美直紀
　　　　　　　　　　　　　　　　　　　┣━━┫
　　　　　　　　　　　　　　　　　　　┃　　┗渥美雅也
　　　　　　　　　　　　　　　　　┏伊都子
　　　　　　　　　　　　　　　　　┃
　　　　　　　　　　鹿島守之助　　┃石川六郎
　　　　　　　　　　　　　┃　　　┃　┃
　　　　　　　　　　　　　┃　　　┣よし子
　　　　鹿島精一　　　　　┣━━━┫
　　　　　　┃　　　　　　┃　　　┃平泉渉
　　　　　　┃　　　　　　┃　　　┃　┃
　　　　　　┣━━━━━卯女　　　┣三枝子
　　　　　　┃　　　　　　　　　　┃
　　　　　　┃　　　　　　　　　　┃
鹿島岩蔵━━いと　　　　　　　　　┗鹿島昭一
　　　　　　　　　　　　　　　　　　　┃
　　　　　　　　　　　　　　　　　　　┃
　　　　　　　　　　　　　　　　　　┏公子
　　　　梁瀬長太郎━梁瀬次郎━━━━┫
　　　　　　　　　　　　　　　　　　┗弘子
　　　　　　　　　　　　　　　　　　　┃
　　　　　　　　　　　　　　　　　　　┃
　　　　　　　　　　　　　　　　　┏稲山孝英
　　　　稲山伝太郎━稲山嘉寛━━━┫
　　　　　　　　　　　　　　　　　┗稲山繁孝
　　　　　　　　　　　　　　　　　　　┃
　　　　　　　　　　　　　　　　　　　┃
　　　　　　　　　┏赤城正武━━━━博子
　　　　　　　　　┃
　　　　　　　　　┗赤城宗徳
　　　　　　　　　　　┃
　　　　　　　　　　　┣━━━━━━赤城毅彦━━━赤城徳彦
　　　　　　　　　　　┃
　　　　　　　　　　ヒサ

```

## 主な所属していた団体・議員連盟
- 日本会議国会議員懇談会
- 日韓議員連盟
- 真の人権擁護を考える懇談会
- 神道政治連盟国会議員懇談会